# Larnaca Internationale Lufthavn
Larnaca Internationale Lufthavn (IATA: LCA, ICAO: LCLK) er en international lufthavn i Cypern. Den er beliggende fem kilometer sydvest for centrum af landets tredje største by Larnaca, på øens østkyst. Det er øens største og travleste, foran den anden store internationale lufthavn, Paphos Lufthavn. 
I 2012 ekspederede den 5.166.224 passagerer og havde godt 50.000 flybevægelser.

## Historie
Lufthavnen blev i al hast opført i slutningen af 1974, på grund af Tyrkiets invasion af øen 20. juli samme år, der også tvang øens daværende hovedlufthavn, Nicosia Internationale Lufthavn, til at lukke for alt kommerciel luftfart. Stedet hvor Larnaca Lufthavn blev i 1930'erne brugt som flyveplads, og senere benyttede britiske militærstyrker området. Lufthavnen åbnede officielt 8. februar 1975, og havde på dette tidspunkt få bygninger og en meget begrænset infrastruktur. De første flyselskaber som benyttede lufthavnen var Cyprus Airways der benyttede Vickers Viscount-fly, og Olympic Airways med et NAMC YS-11-fly. På dette tidspunkt var landingsbanen for kort til at jetfly kunne starte og lande på stedet.  
I 1998 besluttede man at lufthavnen skulle udvides kraftigt, efter at den cypriotiske turistindustri var vokset meget. Omkring fem millioner passagerer benyttede årligt lufthavnen, hvilket var det dobbelt af stedets kapacitet. Derfor opførte man et nyt kontroltårn, forlængede landingsbanen, etablerede en ny og moderne brandstation, ligesom den omkringliggende motorvej blev forbedret.
Det franskejede konsortium Hermes Airports overtog i starten af 2000'erne driften af lufthavnen på en 25 år lang kontrakt. De gik i gang med at investerer i lufthavnen, der blandt andet skulle omfatte en helt ny lufthavnsterminal og en forlængelse af landingsbanen. Den 17. november 2009 kun man indvie den nye terminal. Den havde 16 jetbridges, 48 gates, 67 check-in skranker, ligesom der udenfor blev opført 2.450 nye parkeringspladser. Den nye terminal havde en årlig kapacitet på 7.5 millioner passagerer.
Cyprus Airways havde i 2014 hub i lufthavnen, og betjente ruter til Europa og Mellemøsten. Juli og august er de travleste måneder for lufthavnen. Her kommer der over 700.000 passagerer igennem pr. måned, mens der i perioden fra december til marts kun passere knap 250.000 igennem på månedlig basis.

## Galleri
- Ankomstshallen
- Kontroltårnet
- Den gamle terminal blev lukket i 2009